# Hualien Women's Football Team
La Hualien Women's Football Team est un club féminin de football fondé en 2014 et basé à Hualien.

## Histoire
Le club est créé lors de la fondation de la Mulan League en 2014. Il remporte les trois premières éditions du championnat, puis laisse sa couronne au Taichung Blue Whale pour les trois saisons suivantes.
En 2020, Hualien retrouve son trône en finissant la saison invaincu. L'équipe remporte ensuite la première édition de la coupe de la ligue, en battant le Taichung Blue Whale 1-0,.
Après un nouveau titre de Taichung en 2021, Hualien remporte l'édition 2022, en étant à nouveau invaincu.

## Palmarès
Championnat de Taiwan (5) :
- Champion en 2014, 2015, 2016, 2020 et 2022
- Deuxième en 2019 et 2021

Coupe de la ligue (1) :
- Vainqueur en 2020